# Ximena Bohórquez
Ximena Bohórquez Romero (Quito, 12 de noviembre de 1956), es una médica y política ecuatoriana, esposa de  Lucio Gutiérrez Borbúa, y primera dama de Ecuador, cargo que ejerció entre el 15 de enero de 2003 y el 20 de abril de 2005. Fue además parlamentaria, representante de Pichincha en el Congreso Nacional del Ecuador durante el mismo período.

## Biografía
Nació en la ciudad de Quito el 12 de noviembre de 1956, siendo la menor de ocho hermanos (incluyéndola). Sus padres impulsaron la meta de la educación superior en todas sus hijos, por lo que Ximena decidió ingresar en la facultad de Medicina de la Universidad Central del Ecuador, de la que se graduó en 1982. Contrajo matrimonio con Gutiérrez el 4 de septiembre de 1981, cuando contaba con 23 años de edad y aun cursaba su último año de formación profesional. Posteriormente se especializaría en Salud Pública y obtuvo un diplomado en Obesidad.
Trabajó ocho años como médico de planta para uno de los dispensarios de salud del Instituto Ecuatoriano de Seguridad Social, además de cuatro como voluntaria de la organización Mujeres en Autogestión y Desarrollo, dictando charlas sobre salud reproductiva en sectores marginales de la capital ecuatoriana.
En 2000 solicitó la disolución de la sociedad conyugal debido a la desconfianza, producto de las diferencia que mantenían; aunque finalmente la pareja arregló su situación. En 2002 su esposo planteó una nueva demanda de divorcio por incompatibilidad de caracteres, pero la justicia falló para mantener el matrimonio.

## Vida política
Se inició en la política tras el golpe de Estado del 21 de enero de 2000, en el que su esposo fue actor fundamental. Luego de la prisión de Gutiérrez, Ximena Bohórquez se convirtió en líder del Parlamento Popular de Quito, una entidad no oficial que aglomeraba algunos grupos sociales de la ciudad capital y que finalmente consiguió la libertad del futuro presidente. Durante este tiempo, Bohórquez se convirtió en un personaje recurrente en los medios de comunicación debido a su lucha por la amnistía de su esposo.

### Primera dama, congresista y asambleísta
Cuando Lucio Gutiérrez asumió la jefatura de estado el 15 de enero de 2003, Ximena se convirtió automáticamente en la primera dama del país y por tanto presidenta del INNFA. En las mismas elecciones se postuló además como Diputada por la provincia de Pichincha, dignidad que ganó y por lo tanto compartió con su rol como primera dama.
Durante su dirección en el INNFA logró que se le asignaran un presupuesto de más de 76 millones de dólares para el trabajo de la institución, considerada parte del frente social del Gobierno. Firmó un convenio con el Hospital Bambino Gesú (Italia) para la atención de niños con enfermedades catastróficas. Además, como congresista impulsó varias leyes en favor de la niñez y la mujer, los derechos de los adolescentes y en contra de la violencia familiar. Entre sus participaciones más importantes en el ámbito político se encontraron el impulso a la Ley de Maternidad Gratuita y la negociación en la crisis arancelaria.
En 2002 se desafilió del partido político que la vinculaba con su esposo después de que fuera expulsada del Congreso por votar en contra de su bloque, hecho que motivó problemas en el matrimonio y que fueron resueltos por la corte en 2009. En 2007 participó con su propio partido para el cargo de asambleísta nacional dentro de la Asamblea Constituyente convocada por el presidente Rafael Correa para redactar una nueva Constitución.

## Figura pública
Durante los últimos años Ximena Bohórquez se convirtió en una de las mujeres más influyentes en la política ecuatoriana de la época, desde su cargo de primera dama se consolidó como la figura más importante del Partido Sociedad Patriótica, solo por detrás de su esposo. Se convirtió en un ejemplo cuando acompañó a Gutiérrez en su auto exilio en Brasil tras el levantamiento popular que lo derrocó y posterior prisión a su regreso a Quito.
Su participación en la Asamblea Constituyente de 2007 aumentó su participación dentro de la vida pública y continuó siendo uno de los personajes políticos favoritos de todos los medios a nivel nacional. Estos hechos la convirtieron en la primera dama más popular del Ecuador desde el regreso a la Democracia en 1979.